# Italo Campanini (tenore)
Italo Campanini (Parma, 30 giugno 1845 – Corcagnano, 22 novembre 1896) è stato un tenore italiano.

## Biografia
Fratello del direttore d'orchestra Cleofonte, in gioventù lavorò nell'officina di fabbro ferraio del padre Francesco e studiò musica alla Reale Scuola di Musica di Parma (divenuta poi il Conservatorio di Parma). 
Combatté nelle campagne garibaldine a Milazzo e al Volturno. 
Esordì come cantante il 20 gennaio 1864 al Teatro Regio nell'opera Lucrezia Borgia di Donizetti, nel ruolo di Oloferno Vitellozzo, ed in seguito cantò nella Sonnambula di Bellini, nella parte del notaio.
Nel 1865 fece una tournée con una troupe italiana in Russia, ma non poté rientrare in Italia perché dichiarato renitente alla leva. 
Rimase in Russia tre anni, girovagando per i teatri anche in Siberia. 
Il teatro di Odessa gli affidò il ruolo di primo tenore ne I Lombardi alla prima crociata e ne Il trovatore di Giuseppe Verdi.
Nel 1869 è Laerte in Hamlet diretto da Luigi Arditi con Christina Nilsson al Royal Opera House, Covent Garden di Londra.
Tornato in Italia fu scritturato dal Teatro alla Scala di Milano per la stagione 1870-71. 
Interpretò il protagonista in Faust di Gounod nel 1871, il Don Giovanni di Mozart e la Lucrezia Borgia di Donizetti. 
Grazie al successo ottenuto fu chiamato al Comunale di Bologna, dove cantò con Angelo Mariani nel Faust (1º ottobre 1871), il protagonista alla prima italiana del Lohengrin di Wagner (1º novembre 1871) e Ruy Blas di Filippo Marchetti (2 dicembre 1871). 
La sua interpretazione nel Lohengrin ottenne un caloroso consenso. 
Tra gli altri il direttore d'orchestra Hans von Bülow si disse entusiasta del Campanini, che poi divenne specializzato in questo ruolo cantato anche l'8 dicembre successivo al Teatro Pagliano di Firenze diretto da Mariani.
Nel 1872 è Gennaro in Lucrezia Borgia al Theatre Royal Drury Lane di Londra e nel 1873 alla Scala Lohengrin diretto da Franco Faccio con Victor Maurel alla presenza di Antonio Smareglia e a New York Gennaro in Lucrezia Borgia e Radames in Aida con Maurel.
Nel 1874 è Sir Kenneth nella prima assoluta di Il talismano di Michael William Balfe con la Nilsson al Theatre Royal Drury Lane.

Italo Campanini nel 1880

Il 4 ottobre 1875 ebbe un successo trionfale al Comunale di Bologna nel Mefistofele di Boito diretto da Emilio Usiglio, presente l'autore. Nella serata inaugurale del teatro felsineo, che come ogni anno coincideva con la festa patronale di san Petronio, il tenore interpretò la parte di Faust accanto al basso Romano Nannetti nel ruolo del protagonista e al soprano Erminia Borghi-Mamo, che faceva allora il proprio esordio sulle scene nazionali. 
L'interpretazione di Campanini contribuì a riscattare il fiasco cui l'opera era andata incontro a Milano sette anni prima.
Ancora a Bologna diretto da Usiglio nello stesso mese è Bois-Rosé/Leonardo ne Gli ugonotti con Teresina Brambilla e in novembre il protagonista nella prima assoluta di Ettore Fieramosca di Cesare Dall'Olio ed Oliviero nella prima assoluta di Luce di Stefano Gobatti con la Brambilla e la Borghi-Mamo.
Ripeté il successo di Milano a Torino, il 14 marzo 1877. 
Il critico musicale Giuseppe Depanis, nel commentare la sua esecuzione, lo definì « un superbo cavaliere del cigno, sobrio, corretto, alieno da sdilinquimenti e dalle esagerazioni ». 
Nel 1878 si è esibito a New York, dove ha cantato all'Academy of Music al fianco di Etelka Gerster nelle opere Il talismano (di M.W. Balfe) e La traviata.
Nel dicembre 1872 interpretò alla Scala il Ruy Blas di Marchetti, che divenne uno dei suoi cavalli di battaglia. Portò sulle scene quest'opera anche all'Apollo di Roma nella stagione 1875-1876, al Regio di Torino nel 1877 e a Parma nel 1879, in uno spettacolo da lui stesso allestito per beneficenza il 7 settembre, quando venne inaugurato il monumento al Parmigianino. 
In quegli anni Campanini fu scritturato anche all'estero e cantò al Drury Lane Theatre in Lucia di Lammermoor, e al Metropolitan di New York fino al 1883, nel Faust, Aida, Trovatore e Lohengrin.
Il 16 settembre 1882 allestì a sue spese al Regio di Parma la Carmen di Bizet, diretta dal fratello Cleofonte, nel ruolo di don José. La critica lodò ancora una volta il suo talento scenico e interpretativo. Pochi giorni più tardi, il 28 settembre, allestì e interpretò il Trovatore, ancora una volta sotto la direzione del fratello. La romanza del terzo atto, Amor sublime amore, mandò il pubblico in delirio.
Nel 1883 interpretò il Faust, inaugurando con questa opera la stagione del Metropolitan di New York, ma questo fu uno dei suoi ultimi successi. Nel 1884 la sua voce cominciò a dar segni di stanchezza e nel 1886, nell'interpretazione del Mefistofele al teatro San Carlo di Napoli,  venne fischiato.
Nel 1891 è chiamato a New York per l'inaugurazione della Carnagie Hall. Sarà il solista nel Te Deum di Berlioz.
Negli anni seguenti continuò a calcare le scene e concluse la carriera nel 1894 alla Royal Albert Hall di Londra con La dannazione di Faust di Berlioz.
Campanini era dotato di una voce notevole per il timbro e il volume, e seppe conquistare le platee anche per lo stile delle sue interpretazioni, misurato, elegante e, al tempo stesso, ricco di intensità espressiva. Nei paesi anglosassoni era chiamato "The ideal tenor", eguagliato solo da Caruso.
Nella Sala Verdi del Conservatorio di Parma è esposto un suo busto in marmo, opera dello scultore Marzaroli.
A Parma è ricordato, assieme al fratello Cleofonte, nel "viale Italo e Cleofonte Campanini".